# Wolfgang Ilgenfritz
Wolfgang Ilgenfritz (n. 10 ianuarie 1957, Villach, Austria – d. 18 ianuarie 2013, Villach, Austria) a fost un om politic austriac, membru al Parlamentului European în perioada 1999-2004 din partea Austriei.
1. ↑  Wolfgang Ilgenfritz plötzlich verstorben (in German) (în germană)
2. ↑  Deputații în Parlamentul European